# Queen of the South F.C.
Queen of the South Football Club er en skotsk fodboldklub fra byen Dumfries i den sydvestlige del af landet. Den blev grundlagt i 1919 og spiller i den næstbedste nationale række, Scottish Football League First Division. Klubben spiller sine hjemmekampe på Palmerston Park, der har plads til 6.412 tilskuere.
Queen of the South vandt B-divisionen i 1950-51, den skotske 2. division i 2000-01 og Scottish Challenge Cup i 2002-03. Den højeste placering i Skotlands bedste fodboldrække var en fjerdeplads i 1933-34. Holdet havde succes i cuppen i 2007-08; det nåede til finalen, som dog blev vundet af Rangers F.C.. Denne præstation sikrede Queen of the South en plads i UEFA Cup 2008-09, hvor holdet imidlertid blev slået ud af kvalifikationsrunden af danske FC Nordsjælland.
| Fodbold | Spire Denne artikel om en fodboldklub er en spire som bør udbygges. Du er velkommen til at hjælpe Wikipedia ved at udvide den. |